# Roman McDougald
Roman McDougald, né en 1907 à Vidalia en Louisiane aux États-Unis et mort le 3 juin 1960, est un écrivain américain, auteur de roman policier.

## Biographie
Après des études à l'université Tulane et son service militaire dans l'artillerie, il travaille comme bibliothécaire.
En 1944, il publie son premier roman policier The Deaths of Lora Karen qui a pour héros Philip Cabot, détective privé. Son seul roman traduit en français, Sur le velours (The Whistling Legs), deuxième volume de la série, est qualifié par Jacques Baudou et Jean-Jacques Schleret comme un « roman policier de facture classique qui vaut surtout pour le sens de l'atmosphère dont fait preuve l’auteur dans la description de cette maisonnée apeurée et placée sous la coupe d’un assassin insaisissable ».

## Œuvre

### Romans

#### SériePhilip Cabot
- The Deaths of Lora Karen (1944)
- The Whistling Legs (1945)
  - Sur le velours, Détective-club Suisse no 53 (1949), réédition Détective-club France no 22 (1949)
- The Blushing Monkey (1953)

#### Autres romans
- Purgatory Street (1946)
- Lady Without Mercy (1948)
- The Woman Under the Mountain (1950)

## Sources
- Jacques Baudou  et Jean-Jacques Schleret , Les Métamorphoses de la chouette : Détective-club, Paris, Futuropolis, 1986, 191 p. (ISBN 978-2-7376-5488-6), p. 104-105.